# Franz Stockbauer (Unternehmer)
Franz Stockbauer (* 19. Oktober 1853 in Passau; † 25. Februar 1938 ebenda) war ein Kommerzienrat und  Gründer der heutigen Löwenbrauerei Passau AG. Er ist Ehrenbürger der Stadt Passau und der Gemeinden Hals und Sonnen.

## Leben
Franz Stockbauer war verheiratet mit Maria, geb. Pröll. Er rief mehrere Stiftungen ins Leben, zum Beispiel die Rathausturmmusik zu Passau, die Freiplatzstiftung im Waisenhaus und die Brotstiftung. Die Stiftungen wurden 1911 in der Franz und Maria Stockbauerer’schen Stiftung zusammengefasst. Franz und Maria Stockbauer übernahmen auch Patenschaften für über 230 Firmlinge. Nach seinem Tod wurde das gesamte Privatvermögen von Franz Stockbauer in die Stiftung eingebracht. Die Stiftung schüttet Beträge an Bedürftige sowie an begabte Studenten aus. Die Mittel dazu stammen hauptsächlich aus Dividenden der Löwenbrauerei Passau AG, an der die Stiftung Mehrheitsaktionär ist.
Noch heute wird in der Löwenbrauerei Passau AG nach dem Originalrezept von Stockbauer die Stockbauer Weisse gebraut. Stockbauer ist auf dem Kronkorken wie auch den Flaschen-Etiketten abgebildet.
Neben der Brauerei betrieb Stockbauer ein 1892 an der Oberilzmühle und Steinbrüche im Bayerischen Wald. 1912 erwarb er die Burg Reschenstein und ließ sie zu seinem Landsitz umbauen.
Stockbauer ist auf dem Innstadtfriedhof der Stadt Passau beerdigt. Sein Name steht auf dem Ehrenmal der Stadt Passau, das auf dem Innstadtfriedhof steht. Nach ihm ist der Franz-Stockbauer-Weg in Brauereinähe sowie der Stockbauerweg und der Stockbauersteig im Passauer Stadtteil Hals bezeichnet.

## Nationalsozialismus
Erstmals traf Stockbauer 1922 auf Adolf Hitler, den er nachfolgend oft in München traf. Er förderte Hitler und den Nationalsozialismus von Anfang an, trat aber erst 1935 in die NSDAP ein. Noch 1932 unterstützte er Paul von Hindenburg bei dessen Wiederwahl.

## Bilder

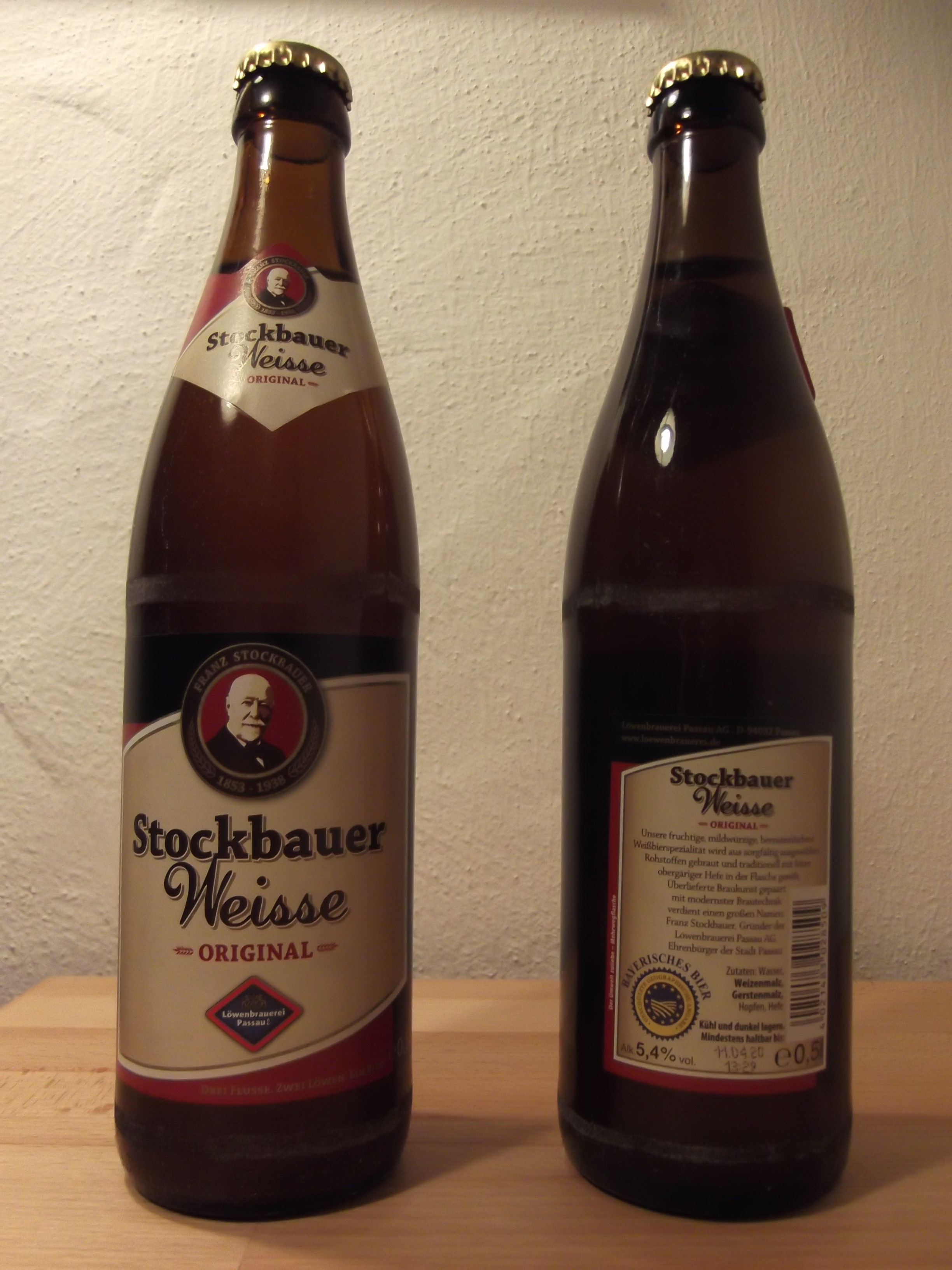
Flaschenabfüllung der Stockbauer Weisse - Original - der Löwenbrauerei Passau
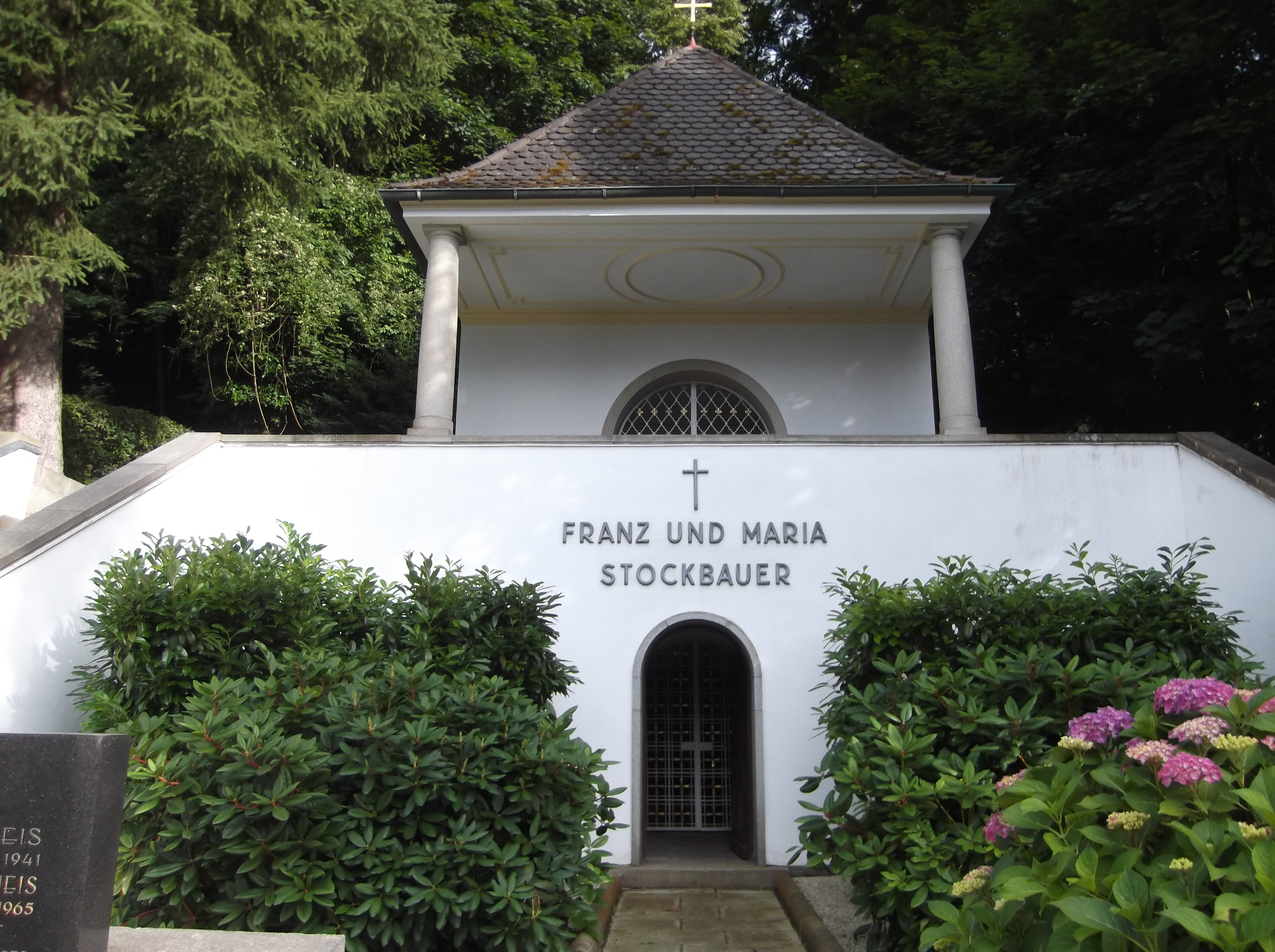
Franz Stockbauers Grabstätte und die seiner Familienangehörigen auf dem Innstadtfriedhof in Passau